# S軌道

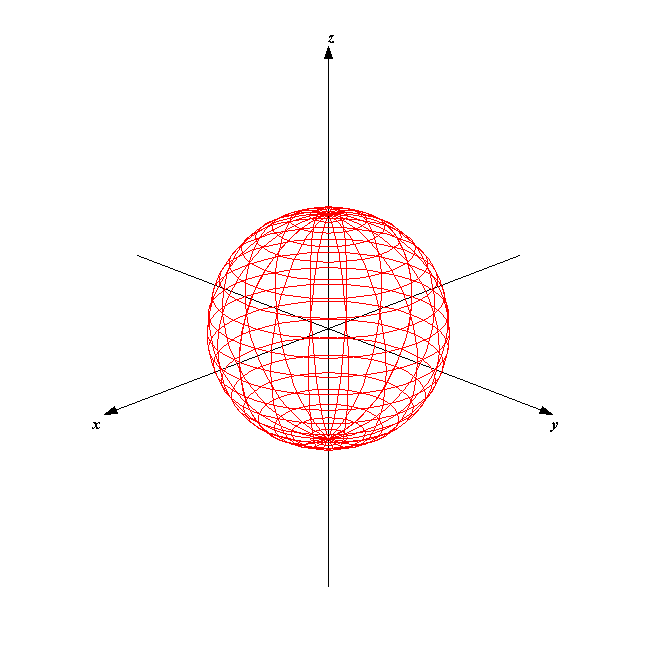
s軌道の角度依存

s軌道（エスきどう、英: s orbital）とは、原子を構成している電子の軌道の1つ。
方位量子数は0であり、全ての電子殻（主量子数）について球状の一つの軌道のみが存在する。各電子殻（主量子数）のs軌道は主量子数の大きさから「1s軌道」（K殻）、「2s軌道」（L殻）・・・(以下続く)のように呼ばれ、1つのs軌道にはスピン角運動量の自由度と合わせて最大で2つの電子が存在する。
例えば基底状態の水素原子は1s軌道に1個の電子が存在しており、ヘリウム原子は1s軌道に2個の電子を取って閉殻構造となっている。s軌道の電子はSブロック元素の物性に関わっている。
s軌道のsはsharpに由来する。ナトリウムに代表される（s軌道に電子を持つ）元素のスペクトルが鋭かったことから、sharp（鋭い）の頭文字が当てられた。

## 結合・混成軌道
s軌道はp軌道やd軌道と混成軌道を作る。
s軌道同士、s軌道とsp混成軌道、s軌道とp軌道の結合はσ結合を形成する。

## sエリアエレメント
s軌道のSブロックは[S-ブロック]は、周期表を含む、最も高いエネルギーが充填されているこれらの電子素子を指すIA族元素とIIA族元素、IA族元素は、水素、リチウム、ナトリウム、カリウム、ルビジウム、セシウム、要素のフランシウム7種類、例えば水酸化ナトリウム及び水酸化カリウムのような金属は、一般的な塩基であるので、これ水素以外6を含みますアルカリ金属として知られている要素は、IIA元素は、カルシウム、ストロンチウム、バリウムとアルカリ金属との間の希土類元素の酸化物の性質のため、ベリリウム、マグネシウム、カルシウム、ストロンチウム、バリウム、ラジウム6つの要素、としても知られているが含まれアルカリ土類金属。